# Plácitum
A comienzos de la Edad Media, un placitum era una asamblea judicial pública. La placita se originó en los  reinos francos en el siglo VII. Luego de la conquista por los francos de Italia en 774, la placita fue adoptada antes de finales del siglo VIII.
Originalmente, el término hacia referencia por lo general a la placitum generalis, o conventus, una asamblea plenaria de todo el reino, donde aspectos militares y legislativos, tales como la promulgación de capitulares, predominaban sobre funciones meramente judiciales. La naturaleza de estas asambleas es descripta por Hincmar un prelado del siglo IX en su escrito De ordini palatii. Posteriormente, el término placitum paso a referirse en mayor medida a la corte pública presidida por el centenarius o a la corte suprema del conde (también denominada mallus). La frecuencia con que se convocaba la placita dependía de las capitularias. Todos los hombres libres estaban obligados a concurrir y a aquellos que no lo hacían se les imponía una multa. Finalmente, debido a que los condes, sus ayudantes (los vizcondes) y los centenarios abusaban de sus poderes para convocarlos y así poder recaudar dinero de las multas, Carlomagno determinó que los condes no podían convocar más de tres placita cada año, y los hombres libres solo estaban obligados a concurrir si se trataba algún tema de su incumbencia. El magistrado que presidía por lo general traía jueces, notarios y scabini para resolver consultas relacionadas con las leyes.
El placitum público declinó en los siglos X y XI en la medida que el proceso de "feudalización" transformó a antiguas oficinas públicas en jurisdicciones señoriales. Sin embargo, el lenguaje y los procedimientos de la placita sobrevivieron hasta finales de la Edad Media, mientras que la tradición de la placita generalia se continuó en los estados generales y los estados provinciales.
Según una capitular de Carlomagno, los condes eran inicialmente los jueces de una zona  "ut placitum comes non habeat nisi jejunus", las leyes riberiegas y muchas otras; los duques y los condes se apropiaron de las provincias y ciudades que ordenaban, los nuevos reyes se vieron forzados a cederles el señorío  y el dominio a título de feudo y con cargo de fe y homenaje, y tomando ejemplo de los reyes los grandes señores de Francia, no interesados en administrar la justicia por sí mismos, instauraron oficiales que la administraban en su nombre, y bajo sus mandatos, tales como los bailes, los senescales, etc., y que estos, devotos imitadores de sus amos, arrebataron muy pronto un derecho cuyo solo aprovechamiento se les había dispensado.

## Desarrollo
Cuando la autoridad militar de los pueblos bárbaros llegó a ser el poder reinante en sus conquistas establecidas en las Provincias,
las formas de gobierno de ellos se adaptaron a las de la  Roma antigua, y los grande gobiernos militares fueron regidos por duques, y gobiernos subdivididos en demarcaciones comandadas por condes.
Todas estas divisiones eran equivalentes a las romanas, y la mayoría de jefes militares eran electivos. Se realizaban asambleas numerosas, que se asemejaban a las antiguas asambleas de las tribus germánicas y a las reuniones  del Imperio, llamadas placitum, mallus, y cada año, en marzo, el ejército era convocado, las expediciones anunciadas y decididas, y las disposiciones administrativas eran adoptadas
Con Carlomagno las placitum asumieron diversos caracteres, y llegaron  a ser como los Concilios, una verdadera asamblea representativa a la vez religiosa y militar. Las mismas fueron reproducidas a menor escala: cada conde regularmente tenía un placitum  de hombres de su demarcación. También se realizaron placitum extraordinarias para discutir las diferencias en las dotes entre los francos.